# HBA Project
Happy Business Application Project è un progetto no profit per supportare la pianificazione aziendale delle piccole e medie imprese.
Il progetto si compone di un applicativo online gratuito strutturato in tre moduli che analizzano, pianificano e gestiscono la situazione commerciale ed economica dell'impresa nel contesto di mercato dove opera l'azienda.
L'applicativo è sviluppato in PHP e i dati sono memorizzati in un database MySQL.

## Caratteristiche
- Installazione dell'applicativo sul dominio web;
- Possibilità di accedere da qualunque dispositivo connesso a Internet;
- Gestione multiutente con livelli di funzionalità differenziati mediante login (username e password) personali;
- Aggiornamento automatico del software alle future funzionalità che verranno rilasciate;
- Funzione di esportazione e stampa in pdf;
- Assistenza gratuita nella sezione del sito web dedicata al supporto utenti[2];
- Possibilità di personalizzare il software.

## Requisiti d'installazione
Per installare l'applicativo è necessario disporre di un dominio web proprietario e di uno spazio hosting con accesso completo a FTP e database.

## Moduli
Il programma è suddiviso in moduli. Ogni modulo è organizzato in sezioni, sottosezioni e lavagne, ognuna delle quali è accompagnata da informazioni e collegamenti al supporto online. I moduli di cui si compone HBA Project sono tre, più la sezione Dashboard che raccoglie le informazioni fondamentali sui principali aspetti commerciali ed economici.

### Budget
Il modulo Budget è stato reso disponibile con la prima versione del software. Il modulo è composto da tre sezioni contenenti varie tabelle collegate tra loro, progettate per stimare i movimenti economici mensili dell'azienda (Costi e Ricavi) e registrare i valori effettivamente realizzati (Consolidato).
La prima sezione, il Cockpit, contiene un riepilogo dei dati inseriti e il Conto Economico Previsionale, derivante dalla tabella Proiezione che interpola i valori del Budget e del Consolidato per ottenere una stima del Risultato Operativo Semplice nel corso dell'esercizio.
La sezione Compilazione, consente di creare le Poste del Budget ed editare i valori di Costi e Ricavi, stimati e consolidati, per ogni singolo prodotto/servizio offerto dall'azienda. In questa sezione è presente una lavagna dedicata alla Cassa, dove è possibile registrare il saldo dei movimenti in entrata e in uscita effettuati nel corso dell'anno.
L'ultima sezione, denominata Scostamenti, contiene delle tabelle in valore e in percentuale utili ad analizzare le differenze e i rapporti tra le stime, i valori conseguiti e anche il confronto con l'esercizio precedente. La sezione Scostamenti si compone di tre lavagne:
1. Consolidato VS Budget;
2. Consolidato VS anno precedente;
3. Prodotti VS Obiettivi.

Le tabelle di questa sezione vengono calcolate automaticamente dal software in base ai valori inseriti nella sezione Compilazione.

### Planning
Il modulo Planning, disponibile dalla versione 1.2, consente di redigere in forma grafica e testuale un Piano di Marketing (Marketing Plan). La metodica utilizzata riferisce ai principi contenuti nelle opere di Malcom McDonald (per una prima consultazione delle opere dell'autore si faccia riferimento al manuale Come fare un piano di Marketing).
Il Planning si compone di sei sezioni più una dedicata al calcolo.
La prima sezione, il Cockpit, raggruppa le principali evidenze contenute nel Piano di Marketing. La seconda sezione, lo Scenario, definisce l'identità aziendale e il contesto di mercato nel quale opera l'azienda. La sezione Analisi FDOM consente di valutare punti di forza e di debolezza, opportunità e minacce rispetto alla concorrenza che verranno rappresentati nella Matrice FDOM, un'evoluzione della tradizionale matrice SWOT. I calcoli necessari per effettuare questa analisi vengono definiti nell'apposita sezione Calcoli FDOM. Il Posizionamento di Mercato individuale il potenziale di Marketing e il Vantaggio Competitivo mediante la definizione dei Mercati Obiettivo e la formulazione di ipotesi chiave. Nel Piano Operativo si formuleranno obiettivi, strategie e il profilo del Target. Infine, la sezione Piano Attività contiene la programmazione delle azioni di Marketing Operativo.

### CRM
Il modulo del CRM è stato reso disponibile il 24 gennaio 2017.
Il CRM è l'attività che consente la gestione di Marketing delle relazioni con i clienti acquisiti e potenziali, fornitori e stakeholder. Rispetto ad altri software simili, il CRM di HBA Project è progettato per le specifiche esigenze delle PMI.
Il modulo, nella versione definitiva, è strutturato in due sezioni, più una terza di settaggio delle informazioni; la prima, il Cockpit, contiene le principali informazioni quantitative e qualitative del database: in pratica, delinea il Portafoglio Commerciale dell'impresa in base alle chiavi relazionali attribuite ai contatti.
La sezione Contatti è dedicata alla gestione delle anagrafiche e all'attribuzione delle chiavi di marketing attraverso l'utilizzo di appositi Key-set precedentemente impostati dall'utente. Al suo interno è presente la sezione Setup, in cui l'utente può definire le chiavi di qualificazione dei contatti, e un'area dedicata al processo di Data Mining, fulcro dell'utilizzo delle metodiche di CRM, che consente l'estrazione e la definizione di aggregati (cluster) e di liste che verranno utilizzate per le attività di Marketing Operativo. 

## Versioni
A partire dalla versione 1.2 il programma si aggiorna automaticamente effettuando l'accesso.
| Versione      | Data di pubblicazione | Note |
| ------------- | --------------------- | --- |
| 1.0.0(beta)   | 10 maggio 2013        | Prima release con modulo Budget. |
| 1.0.1(beta)   | 23 maggio 2013        | Correzione di alcuni bug (fase di eliminazione di Poste, importazione vendite, gestione dei permessi). Implementazione della stampa completa, inserimento tab "Azienda" nella schermata Impostazioni, possibilità di caricamento del logo aziendale.                       |
| 1.1           | 9 ottobre 2013        | Correzione di bug. Aggiunta l'esportazione in pdf, il sorting e l'ordinamento dell'elenco dei prodotti. Ottimizzazione movimenti di cassa, grafici e procedura di aggiornamento.                                                                                           |
| 1.2           | 9 marzo 2016          | Pubblicazione del modulo Planning. Correzione di bug. Introdotto l'aggiornamento automatico, aggiunta la procedura di import del modulo Budget e la password del database durante la procedura d'installazione. Aumento della limitazione dei caratteri nel modulo Budget. |
| 1.3 (attuale) | 24 gennaio 2017       | Pubblicazione del modulo CRM. Correzione di bug. |